# 赤野井湾遺跡
赤野井湾遺跡（あかのいわんいせき）は、滋賀県守山市赤野井に位置する、縄文時代から中世にかけての複合遺跡である。

## 概要
主な遺構としては、琵琶湖の水面下約3.5メートルから縄文時代早期末の集石土坑が3基検出されている。これは、大きな穴に焼けた石を詰め、肉や魚を蒸し焼きにした調理施設であり、大量の炭とともにイノシシ、シカ、ネズミ、ヘビ、スッポンなどの動物とコイ、フナ、アユ、ハス、ウグイ、ギギなどの魚の骨が出土している。
たくさんの木製品（鍬）も出土している。